# Mielichhoferia hymenodonta
Mielichhoferia hymenodonta là một loài rêu trong họ Bryaceae. Loài này được Dixon mô tả khoa học đầu tiên năm 1934.